# ألان بيل
ألان بيل (بالإنجليزية: Allan Bell)‏ هو لغوي نيوزلندي، ولد في 26 يوليو 1947.